# Dario I di Persia
Dario I di Persia, detto il Grande (in persiano antico: , Dārayavaʰuš , trad.: "Colui che possiede il bene"; in greco antico: Δαρεῖος, Darèios; in persiano داریوش‎, Dâriûsh; 550 a.C. – 486 a.C.), figlio di Istaspe, fu gran re dell'Impero achemenide dal 522 a.C. alla sua morte.
Fu anche faraone d'Egitto con il nome di Stutra. Fece spostare la capitale da Pasargade a Persepoli, abbellendola e arricchendola con giardini e palazzi, tanto che diventò una stupenda città d'arte amministrata con giustizia.

## Re di Persia

### L'avvento al potere

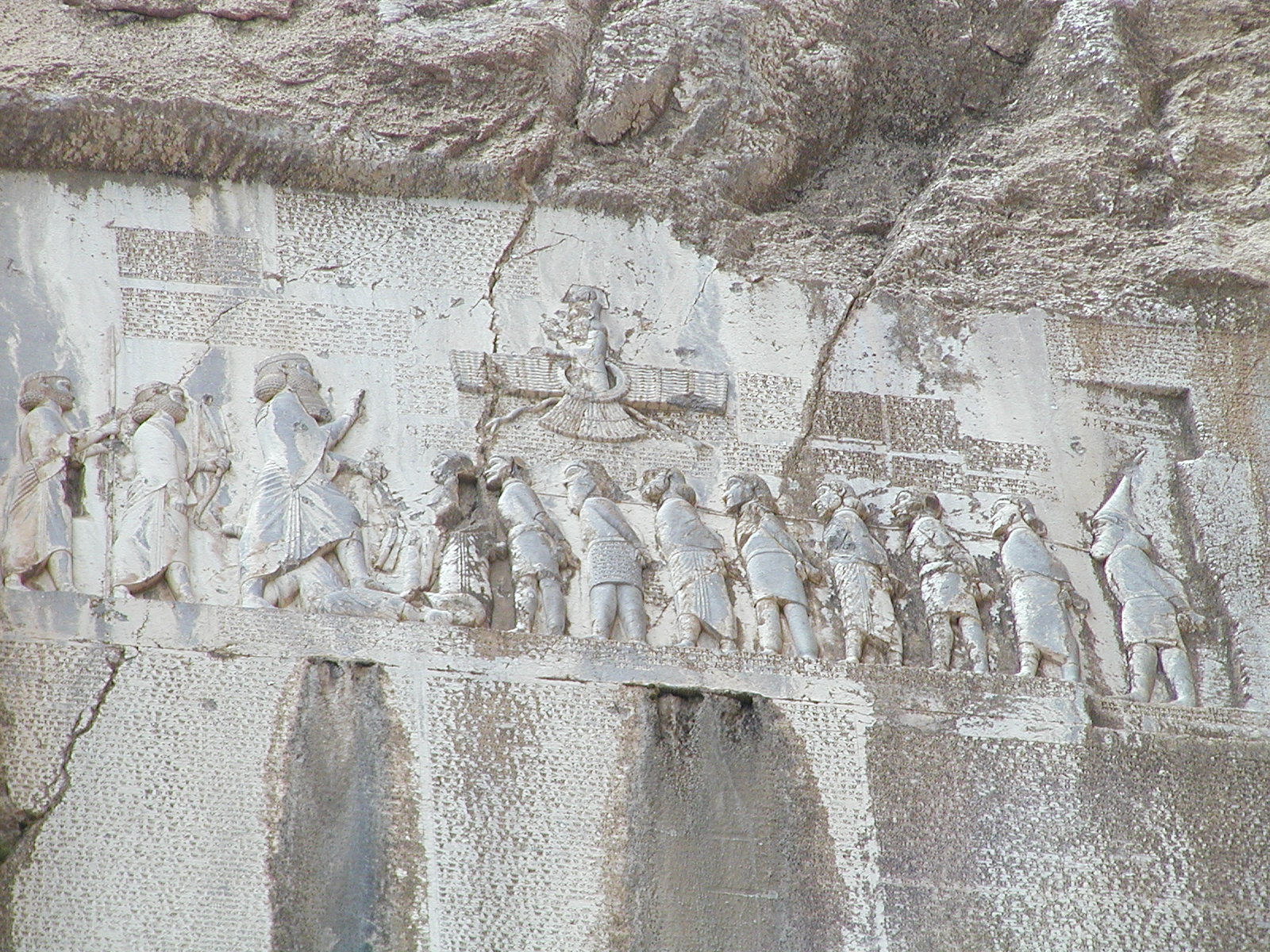
Il rilievo rupestre di Dario a Behistun (Iran).

La dinastia di Dario, chiamata Achemenide, era parte della nobiltà persiana. Quando egli salì al trono, alla morte di Cambise II (522 a.C.), tentò probabilmente di creare un collegamento diretto tra la sua famiglia ed i Teispidi, ovvero la dinastia d'origine di Ciro il Grande e Cambise. Quest'ultimo morì cadendo da cavallo, sulla via di ritorno dall'Egitto; quando la notizia giunse a Persepoli, il fratello del re, Bardiya, tentò di salire al trono. Un'altra versione vuole che il mago Gaumata abbia fatto assassinare Bardiya (meglio conosciuto come Smerdi) e governato sotto le sue mentite spoglie. In ogni caso, Dario ebbe l'opportunità di intervenire e, con l'appoggio dell'aristocrazia, riuscì ad eliminare gli usurpatori.
In quel momento Dario ricopriva il ruolo di ufficiale negli Immortali, la famosa guardia imperiale persiana, e fu anche grazie all'appoggio di alcuni commilitoni (dei quali Erodoto ci riporta i nomi: Otane, Aspatine, Gobria, Intafrene, Megabizo e Idarne) che riuscì ad uccidere l'usurpatore nel settembre del 522 a.C..
Nelle iscrizioni di Bisotun, fatta incidere da Dario stesso, si dice che, con l'aiuto di Ahura Mazdā e di sei altri nobili, sorprese Gaumata in una delle sue fortezze, in Media. Per consolidare le sue pretese al trono sposò Atossa, figlia di re Ciro II, sorella di Cambise e vedova di Gaumata. Da questa unione nacquero: Serse I, successore di Dario, e Achemene, penultimo satrapo d'Egitto.
Questi convulsi rivolgimenti nel potere centrale furono interpretati dai governanti delle province più esterne dell'impero come segnali della possibilità di riottenere la propria indipendenza. In Susiana, Babilonia, Media, e Margiana comparvero nuovi usurpatori che pretendendo di appartenere alla discendenza reale, riunirono intorno a loro grandi eserciti. Nella stessa Persia, un certo Vahyazdata imitò Gaumata e gran parte del popolo lo credette il vero Bardiya.
Dario, malgrado disponesse solamente di un piccolo esercito composto da Persiani e Medi, al comando di un ristretto numero di generali fedeli, riuscì a superare tutte le difficoltà. Tra il 520 a.C. ed il 519 a.C. tutte le ribellioni vennero sedate e Dario ristabilì la sua autorità su tutto l'impero.
Fu noto presso i romani come Dareus Persarum Rex.

### Politica interna

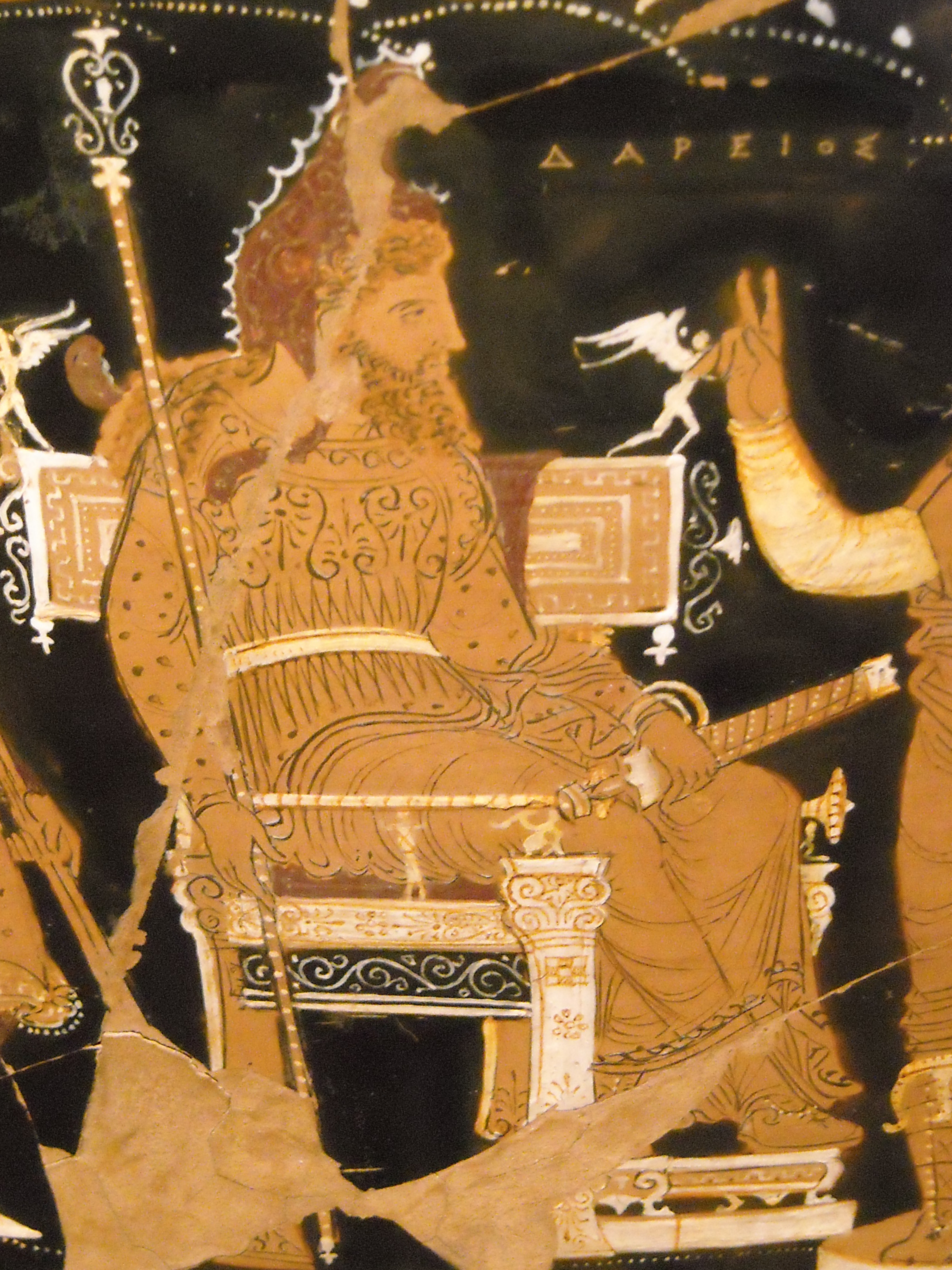
Raffigurazione di Dario il Grande, con iscrizione ΔΑΡΕΙΟΣ, rinvenuto a Canosa di Puglia, oggi al Museo archeologico nazionale di Napoli, detto Vaso di Dario o del Pittore di Dario

Dario, che nelle sue iscrizioni appare come un fervente seguace della religione monoteistica di Zaratustra, fu un valente statista che riorganizzò profondamente il sistema persiano di amministrazione dell'impero ponendo mano anche ai codici delle leggi civili e penali. Le sue modifiche riguardarono, in modo particolare, il commercio degli schiavi, le leggi sulle testimonianze, i prestiti, la corruzione ed il diritto di faida.
L'amministrazione dell'impero subì notevoli innovazioni con la definizione rigorosa delle province e dell'entità dei tributi che ciascuna di esse doveva versare all'erario centrale. Dario divise l'impero in venti province ciascuna sotto la guida di un governatore, o satrapo la cui posizione era usualmente ereditaria e dotata di grande autonomia, permettendo a ciascuna provincia di possedere leggi proprie, tradizioni ed una nobiltà locale. Fece costruire la Via Reale di Persia conosciuta anche con il nome di Via Daria. Questa strada collegava la Turchia con Susa e successivamente a Persepoli.
Il tributo all'erario era pagato in oro o argento e questo prelievo fu spesso la causa del declino economico di regioni precedentemente fiorenti come la Babilonia. Ciascuna satrapia possedeva anche un funzionario addetto al controllo delle finanze ed un supervisore militare i quali, come il satrapo, controllavano l'amministrazione. Tutte e tre queste figure facevano capo direttamente al re.
Questa struttura di ripartizione del potere nelle satrapie era volta a ridurre il rischio di rivolte. Dario espanse anche la burocrazia imperiale aumentando il numero degli scribi addetti alla registrazione delle questioni amministrative. In campo militare il tempo delle conquiste era ormai giunto al termine e le guerre combattute da Dario ebbero solamente lo scopo di garantire la stabilità dei confini dell'impero.
Per tali motivi soggiogò le popolazioni barbariche delle zone montuose del Ponto e dell'Armenia, estese il controllo persiano fino al Caucaso, combatté contro i Saka e le altre tribù iraniche che vivevano oltre il fiume Oxus. Anche in campo militare Dario svolse una profonda azione di rinnovamento introducendo la coscrizione obbligatoria, la paga per i soldati, forme codificate di addestramento e rinnovando l'organizzazione dell'esercito e della marina.

### Edilizia

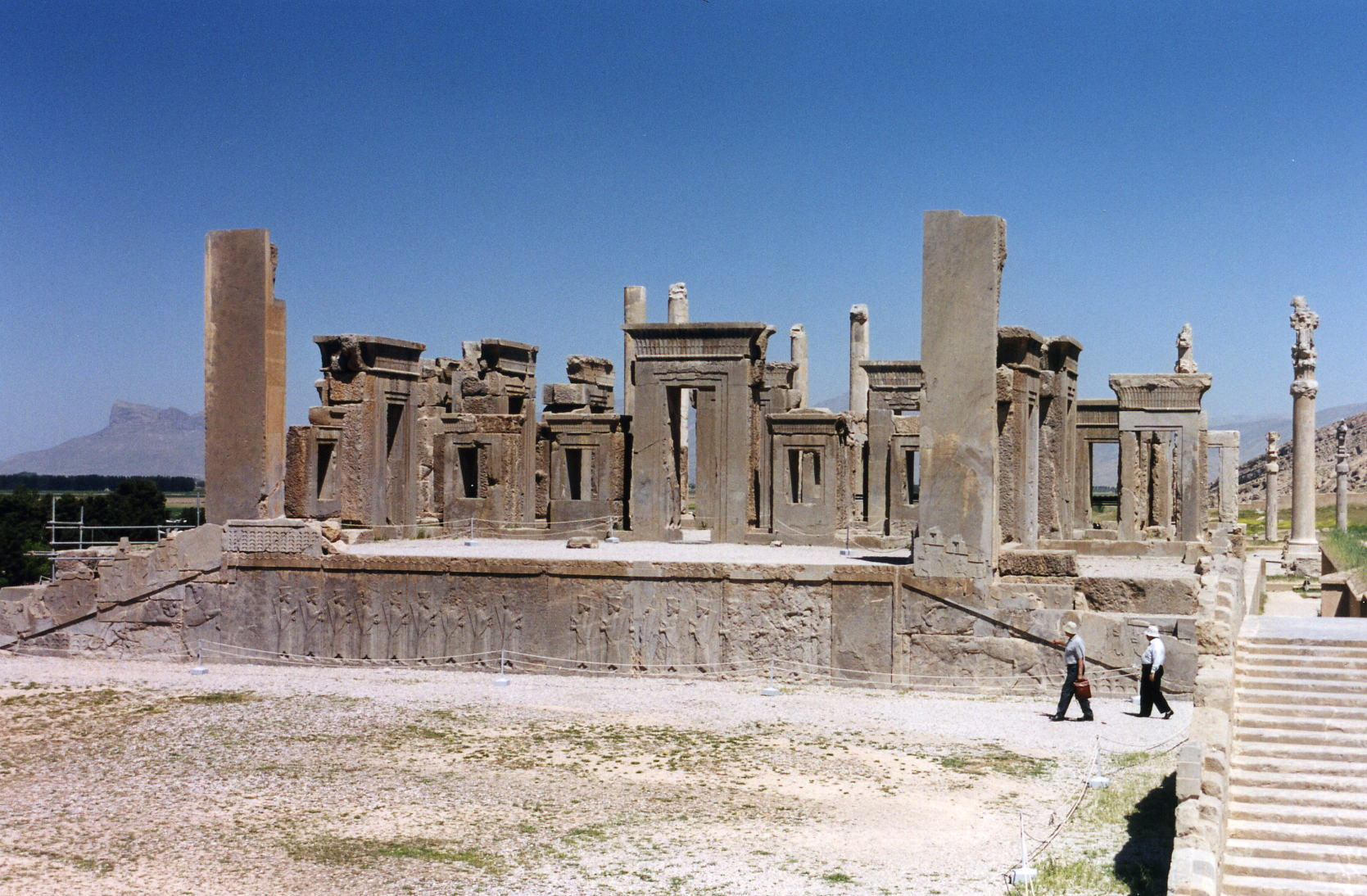
Persepoli, resti del palazzo di Dario I

Grandi furono i progetti che presero vita durante il regno di Dario I, primo tra tutti la costruzione della nuova capitale: Persepoli. Pasargade, la precedente capitale, era fortemente legata alla memoria della dinastia di Ciro il Grande e del figlio Cambise II e pertanto il nuovo re volle erigere una nuova città che sottolineasse l'avvento della nuova dinastia.
Persepoli, che ebbe mura alte 20 metri e larghe 11, rappresentò un enorme sforzo ingegneristico. La stessa tomba di Dario fu scavata in una parete rocciosa non lontano dalla città. Anche le varie province videro un'intensa attività edilizia rivolta soprattutto alla realizzazione di strade ed altre vie di traffico.
In Egitto, Dario portò a compimento il progetto, iniziato sotto Necho II, di ampliamento del canale navigabile tra il Nilo e il Mar Rosso; un'iscrizione geroglifica ricorda come le navi del re navigarono dal Nilo fino alla mitica Saba passando per il Mar Rosso. Alcune tavolette cuneiformi provenienti da Persepoli ricordano la costruzione delle strade tra Susa e Persepoli e tra Sardi e Susa. Queste strade erano dotate di stazioni di posta e locande ed erano sorvegliate da guarnigioni militari per rendere sicuro il traffico.
Tra le realizzazioni di Dario in questo campo va anche ricordata la grande iscrizione di Behistun incisa sulle rocce nei pressi della città omonima e dedicata a tramandare ai posteri l'ascesa al trono del re e i suoi legittimi diritti sul trono stesso.

### Economia e commercio
Dario I è spesso ricordato per il grande impulso che dette al commercio persiano. Fissò il valore, in peso, delle monete ed introdusse la coniazione del Darico aureo allo scopo di fornire un sistema uniforme per le transazioni commerciali all'interno dell'impero.
Nell'ambito dello sviluppo delle vie commerciali inviò spedizioni lungo i fiumi Kabul e Indo guidate da un ufficiale cario, Scylax, che esplorarono l'Oceano Indiano dalle foci dell'Indo fino a Suez. Anche l'adozione di unità di misura standardizzate (come il cubito reale) fu una misura per favorire lo sviluppo dei commerci.
È possibile che, sotto Dario, l'impero persiano abbia avuto contatti con Cartagine (forse la Karka dell'iscrizione di Nakshi Rustam), la Sicilia e l'Italia.

### Religione
In campo religioso proseguì nella politica di tolleranza dei suoi predecessori ed anche allo scopo di prevenire le rivolte delle nazioni conquistate Dario favorì il permanere dei culti locali proteggendone i templi ed i sacerdoti.
Permise agli Ebrei di riedificare il Tempio di Gerusalemme, e in Egitto il suo nome appare nei templi che fece costruire a Menfi ed a Edfu. Sempre in Egitto permise la riapertura della Casa della vita di Sais.

### Campagne militari in Asia e in Europa

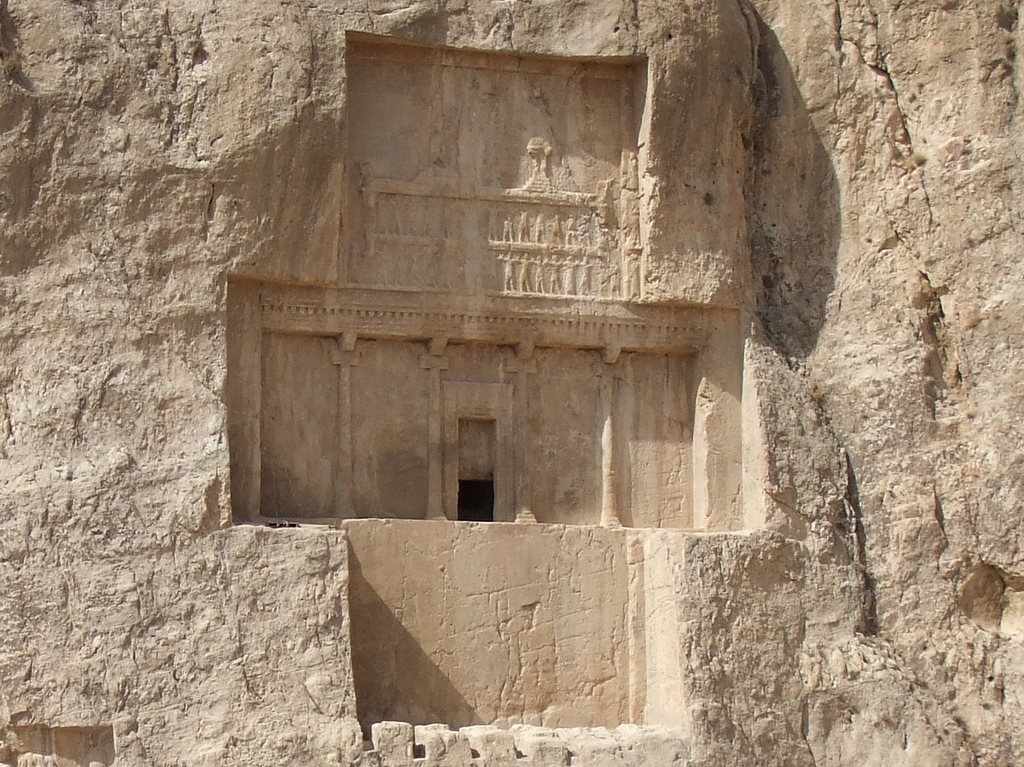
Tomba di Dario I a Naqsh-e Rustam

Intorno al 514 a.C. Dario diede il via alla guerra contro gli Sciti. Un grande esercito attraversò il Bosforo, soggiogò la Tracia orientale ed attraversò il Danubio. Lo scopo di questa guerra era di prendere alle spalle le tribù nomadi che minacciavano i confini dell'impero rendendo questi maggiormente sicuri. L'intero piano era basato su una ipotesi geografica errata, comune in quell'epoca e che ingannerà, in seguito, anche Alessandro I di Macedonia; si credeva, infatti, che un fiume noto come Indo Caucasico, nascente dalla catena dello Indo Kush, e lo Iaxartes, conosciuto ora come Syr Darya, fossero prossimi al Mar Nero.
La spedizione fu un fallimento: dopo essere avanzato per alcune settimane nelle steppe della Ucraina Dario diede l'ordine di fermata presso le rive del fiume Oarus e ordinò il ritorno senza aver raggiunto gli obiettivi prefissati, ma dopo aver fatto costruire ottanta forti a ottanta miglia di distanza uno dall'altro. L'affermazione di Erodoto secondo cui la spedizione avrebbe raggiunto ed attraversato il Volga non ha trovato conferme. In ogni caso, durante la ritirata gli Sciti con i loro alleati, in particolare i Sarmati, tentarono di distruggere l'esercito nemico, arrivando prima di loro presso il ponte di barche sul fiume Istro. Ma l'armate del sarmata Scopase fu sconfitta del presidio di Ioni che presidiava il ponte, permettendo a Dario e al suo esercito di rientrare in Persia. Benché con la spedizione non si conseguirono gli obiettivi prefissati, l'armata persiana riuscì ad assoggettare e consolidare il controllo della costa della Tracia fino al fiume Strimone.
Benché la Grecia europea fosse culturalmente ed economicamente connessa con le città greche della costa dell'Asia Minore, vassalle dell'impero persiano, Dario non cercò lo scontro con le prime. Le guerre persiane furono la conseguenza del supporto dato da Atene ed Eretria alla ribellione delle città ionie e carie.
La prima spedizione persiana, guidata da Mardonio, fallì presso la penisola del Monte Athos nel 492 a.C., con la disfatta della flotta persiana distrutta da una tempesta. L'esercito penetrato in Attica, sotto il comando di Dati e di Artaferne, fu sconfitto nella battaglia di Maratona del 490 a.C. Nel 486 a.C. Dario venne distolto dalla preparazione della terza spedizione contro la Grecia da una ribellione in Egitto. Poco dopo Dario morì al termine di un regno durato trentasei anni.

### Figli
Dalla figlia di Gobyras:
- Artabazanes
- Ariabignes
- figlio sconosciuto

Da Atossa:
- Serse
- Achemene
- Hystaspes
- Masistes
- Mandane

Da Artystone:
- Arsames
- Gubaru
- Artozostra

Da Parmys, figlia di Smerdis:
- Ariomardus

Da Phratagune:
- Abrocomes
- Hyperanthes

Da Phaedymia, figlia di Otanes
- sconosciuto
- DB

Da una donna ignota:
- Ariamene
- Arsamene
- sconosciuta (moglie di Artoce)
- sconosciuta (moglie di Daurise)
- sconosciuta (Moglie di Himea)
- Sandauce
- Istin
- Pandušašša

| predecessore: Cambise II | Gran Re, Re dei Re | successore: Serse I |

## Re d'Egitto

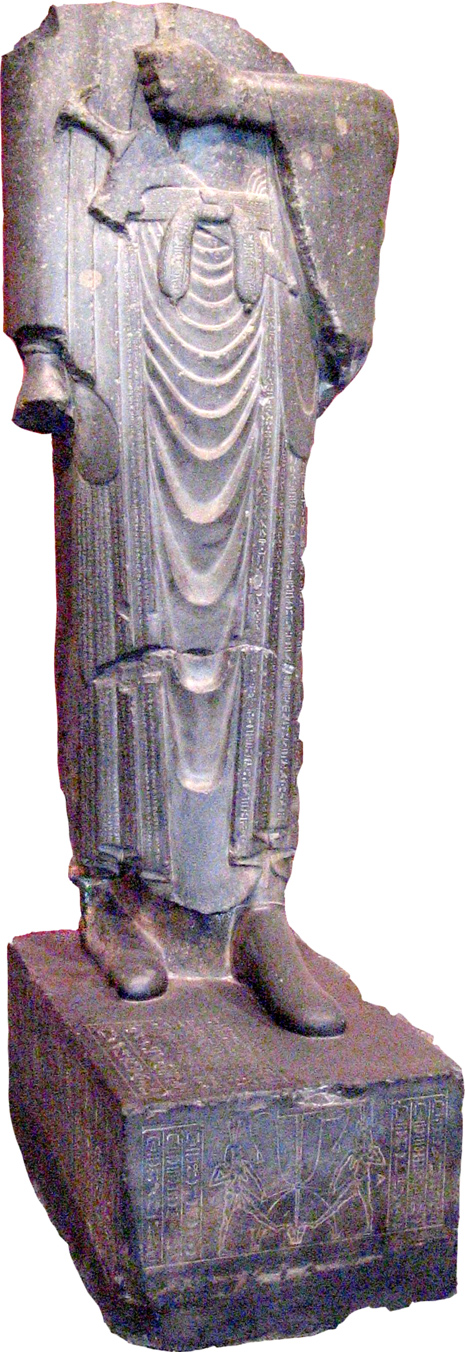
Statua di Dario del V secolo a.C. La statua, originariamente situata a Eliopoli nel tempio di Atum. Serse la riportò a Susa dopo aver sedato una rivolta in Egitto.

Dario I visitò l'Egitto una sola volta, nel 517 a.C. La sua politica verso la più ricca delle province dell'impero persiano fu più illuminata di quella del suo predecessore. Uno dei primi atti del nuovo re fu quello di ordinare la raccolta di tutte le leggi ed i documenti storici disponibili, dimostrando così attenzione e rispetto per la tradizione egizia.
Dario rimosse, e fece giustiziare, Aryandes, satrapo sotto Cambise II, a causa dell'atteggiamento di questi verso gli egizi ma anche intravedendo nelle sue azioni l'intenzione di fare dell'Egitto una possibile base di partenza per tentare la scalata al trono achemenide.
Malgrado l'atteggiamento del re, dopo la sconfitta di Maratona, 490 a.C., si ebbero numerose rivolte in tutto l'Egitto e nel 486 a.C., poco prima della morte di Dario I, tutto il delta del Nilo si ribellò. L'egittologo Eugène Cruz-Uribe ritiene che uno dei protagonisti della rivolta si sia proclamato sovrano con il nome di Psammetico IV, con un possibile riferimento all'ultimo sovrano della XXVI dinastia egizia, Psammetico III, che vide il proprio regno soccombere alla potenza persiana.

### Titolatura
| G5 |

| G5 |

| mn · Aa1 · ib |

| mn · Aa1 · ib |

| mn · Aa1 · ib |

| mn · Aa1 · ib |

| mn · Aa1 · ib |

| mn · Aa1 · ib |

| mn · Aa1 · ib |

| mn · Aa1 · ib |

| G16 |

| G16 |

|  |

| G8 |

| G8 |

|  |

| M23 · X1 | L2 · X1 |

| M23 · X1 | L2 · X1 |

| N5 | s | t · t | w |

| N5 | s | t · t | w |

| N5 | s | t · t | w |

| N5 | s | t · t | w |

| N5 | s | t · t | w |

| N5 | s | t · t | w |

| N5 | s | t · t | w |

| N5 | s | t · t | w |

| G39 | N5 |

| G39 | N5 |

| N16 · E23 | w | M8 |

| N16 · E23 | w | M8 |

| N16 · E23 | w | M8 |

| N16 · E23 | w | M8 |

| N16 · E23 | w | M8 |

| N16 · E23 | w | M8 |

| N16 · E23 | w | M8 |

| N16 · E23 | w | M8 |

In alcune iscrizioni, come quella conservata al Louvre, il nomen è scritto come:
| ini | ti | rw | i | i | V4 | M8 |

| ini | ti | rw | i | i | V4 | M8 |

| ini | ti | rw | i | i | V4 | M8 |

| ini | ti | rw | i | i | V4 | M8 |

ini ti rw y w3 s3